# Hoàng đế Trung Phi
Hoàng đế Trung Phi (Pháp: Empereur de Centrafrique) là người trị vì của Đế quốc Trung Phi từ năm 1976 đến 1979. Tổng thống Jean-Bédel Bokassa tự xưng hoàng đế lấy hiệu là Bokassa I vào ngày 4 tháng 12 năm 1976, rồi lên ngôi hoàng đế vào ngày 4 tháng 12 năm 1977 trong một lễ đăng quang xa hoa ước tính chi phí quốc gia ngốn khoảng 22 triệu USD. Mặc dù trên danh nghĩa là một quốc gia quân chủ lập hiến, trên thực tế Bokassa cai trị với quyền lực tuyệt đối. Bằng tất cả ý nghĩa và mục đích thì đất nước vẫn còn là một chế độ độc tài quân sự, như đã từng xảy ra kể từ khi Bokassa lên nắm quyền vào năm 1966.
Bokassa I đã cố gắng để biện minh cho hành động của mình bằng cách tuyên bố rằng việc tạo ra một chế độ quân chủ sẽ giúp Trung Phi "nổi bật" với phần còn lại của châu lục này và được sự tôn trọng của thế giới. Lễ đăng quang đã ngốn một phần ba ngân sách hàng năm của quốc gia và tất cả khoản viện trợ của Pháp năm đó, nhưng những bất chấp lời mời hào phóng, chẳng có nhà lãnh đạo nước ngoài nào đến tham dự sự kiện này. Nhiều người nghĩ Bokassa bị điên và so sánh sự lãng phí tự cao tự đại của ông với nhà độc tài lập dị nổi tiếng khác của châu Phi là Idi Amin.

## Chức danh và tước vị

Quốc kỳ Đế chế của Bokassa I

Hoàng đế Trung Phi còn có một loạt các chức danh và tuyên bố khác nhau phản ánh sự mở rộng địa lý và sự đa dạng của các vùng đất được cai trị bởi nhà Bokassa. Tước vị đầy đủ của Bokassa là Empereur de Centrafrique par la volonté du peuple Centrafricain, uni au sein du parti politique national, le MESAN ("Hoàng đế Trung Phi từ ý nguyện của nhân dân Trung Phi, đoàn kết trong Đảng Chính trị Quốc gia, MESAN").

## Hoàng đế Trung Phi (1976–1979)
| Chân dung | Tên gọi   | Từ lúc              | Cho đến             | Quan hệ với tiền nhiệm |
| --------- | --------- | ------------------- | ------------------- | ---------------------- |
|           | Bokassa I | 4 tháng 12 năm 1976 | 21 tháng 9 năm 1979 | –                      |

## Người đòi ngôi vị Trung Phi (1979–nay)
| Chân dung | Tên gọi               | Từ lúc              | Cho đến             | Quan hệ với tiền nhiệm                                        |
| --------- | --------------------- | ------------------- | ------------------- | ------------------------------------------------------------- |
|           | Bokassa I             | 21 tháng 9 năm 1979 | 3 tháng 11 năm 1996 | –                                                             |
|           | Jean-Bédel Bokassa II | 3 tháng 11 năm 1996 | Hiện nay            | Con trai của Bokassa I, và nay là người đứng đầu nhà Bokassa. |